# Наоши Кано
Наоши Кано ( јапански: 菅 野 直, 23. септембра 1921. - 1. августа 1945.) био је јапански авио борац  у Другом светском рату. 

## Живот и каријера
Кано је уписао јапанску морнарску академију у децембру 1938., дипломирајући у фебруару 1943. у 70-ој класи. По завршетку ваздухопловне школе, у априлу 1943. распоређен је на линије фронта, придруживши се 343. морнаричкој ваздухопловној јединици, брзо је постао командант ескадриле ( вођа бунтаја), а до јула 1944. преузео је команду ( као вођа хикотаја) 306. ескадриле 201. Навал Аир Гроуп. Стекао је репутацију бунтовног, али вештог борбеног пилота. Првобитно са седиштем у Микронезији, његова јединица борила се са многим ангажманима око Филипина и острва Јап. 27. октобра 1944. тврдио је да је оборио 12 ловаца Граман Ф6Ф. Захтевао је пребацивање у јединицу камиказа, али му је захтев одбијен јер је сматран превише вредним пилотом да би био жртвован. У децембру 1944. постао је командант 301. ескадриле 343. ваздухопловне бригаде. Пред крај рата његова се јединица вратила у Кјушу на јапанским матичним острвима. 
Његова последња мисија обављена је 1. августа 1945. две недеље пре краја рата када је кренуо да пресреће групу бомбардера Б-24 у пратњи бораца П-51 Мустанг са острва Јакушима јужно од Кјушу-а. Претрпео је незгоду када му је пиштољ експлодирао и недуго затим је нестао у акцији, под предпоставком да је мртав. Његови посмртни остаци никада нису пронађени. Након смрти је унапређен у почасног поручника.
Наошијев Каваниски Н1К имао је додатне пруге насликане по себи у нади да ће на себе намамити што већи број непријатеља.

## У фикцији
Кано је један од главних ликова манге и аниме-а Дрифтерс, где му глас позајмљује Тацухиса Сузуки.